# Tiraera
Als eine Tiraera (manchmal auch Tiradera) bezeichnet man einen verbalen Kampf im Reggaeton-Genre. Wie es im Hip-Hop den Begriff Diss oder Beef gibt, so bedeutet der Begriff Tiraera im Reggaeton faktisch das gleiche.
Im Gegensatz zum HipHop, wo "Diss-Tracks" häufig normale Namen haben, werden diese im Reggaeton meistens nur als Tiraera a ... (direkt adressiert an einen anderen Künstler) benannt.
Eine nun längere verbale Auseinandersetzung – eine Tiraera besteht zwischen zwei der erfolgreichsten Artists, Don Omar und Daddy Yankee. Früher waren beide sogar zusammen auf der Bühne oder kollaborierten in einigen Songs: Gata Gangster und La Noche Está Buena. Doch plötzlich beschuldigte Don Omar Daddy Yankee, ihn während einiger Konzerte nicht genügend Respekt entgegengebracht zu haben. Daddy Yankee war der Meinung, dass Don Omar diese Äußerungen einfach aus Neid über Daddy Yankees Erfolg (Gasolina) von sich gab und konterte. In der nahen Vergangenheit musste Don Omar mehrere Tiraeras über sich ergehen lassen. Eines der bekannteren war der Remix von Daddy Yankees Gangster Zone (Zona de Gangsters), in welchem Daddy Yankee unter anderem von Hector 'El Father, Yomo, Arcangel, De La Ghetto und Angel Doze unterstützt wird.
Es bestehen aber auch einige andere verbale Kriege. Häufig bekämpfen sich einzelne Labels, wie etwa Pina Records (R.K.M y Ken-Y, Nicky Jam) und White Lion Records (Calle 13, Alexis y Fido). Einzelne Künstler nutzen die Tiraera auch um zum Rundumschlag auszuholen und erhoffen sich so einen höheren Bekanntheitsgrad. Zu diesen Künstler gehört beispielsweise Temperamento, dessen Songs sicherlich zu 50 % aus Tiraeras bestehen.